# P. T. Usha
Pilavullakandi Thekkeparambil "P. T." Usha (Payyoli, distrito de Kozhikode, Kerala, 27 de junho de 1964), é uma ex-atleta indiana que foi campeã asiática em várias disciplinas de velocidade pura (100, 200 e 400 m) e em 400 m barreiras. Foi também a primeira mulher indiana a atingir uma final olímpica que lhe permitiu obter o quarto lugar na final feminina dos 400 m barreiras nos Jogos Olímpicos de 1984, em Los Angeles, ficando a apenas um centésimo de segundo do lugar que lhe daria a medalha de bronze.

## Carreira
Fez a sua estreia internacional em Moscovo, nos Jogos Olímpicos de 1980, quando tinha apenas 16 anos de idade. Aí participou nos 100 e 200 metros, mas, em ambos os casos, não passou das séries eliminatórias. Em 1983, na capital do Kuwait, inicia a sequência de treze medalhas de ouro que haveria de ganhar em quatro edições dos Campeonatos Asiáticos de Atletismo.
A sua segunda participação olímpica, nos Jogos de Los Angeles 1984, proporcionou-lhe o momento mais alto da sua carreira. Depois de vencer a sua série das meias-finais, Usha teve o ensejo de disputar a final de 400 m barreiras numa corrida onde faltavam as grandes especialistas da Alemanha Oriental e da União Soviética, devido ao boicote dos países comunistas. Porém, a oportunidade de obter a primeira medalha olímpica do atletismo indiano gorou-se em cima da linha de meta, ficando em quarto lugar numa corrida ganha pela marroquina Nawal El Moutawakel.
Em 1985 integrou a seleção da Ásia que competiu na 4ª Taça do Mundo de Atletismo, tendo obtido o quarto lugar nos 400 m e o quinto lugar nos 400 m barreiras. No ano seguinte, nos 10os Jogos Asiáticos, disputados em Seul, P. T. Usha ganhou quatro medalhas de ouro e melhorou os recordes da competição em todos os eventos onde participou.
Atualmente, é empregada na Southern Railways, uma empresa indiana de caminhos de ferro, e dirige uma academia de atletismo, a Usha School of Athletics.

## Recorde mundial
Em 1985, nos Campeonatos Asiáticos de Atletismo realizados em Jakarta, Indonésia, Usha conseguiu um feito que, até ao presente (2012), nunca foi igualado ou ultrapassado por nenhum outro atleta em qualquer competição reconhecida pela IAAF, à escala continental ou mundial. Assim, a campeã indiana alcançou cinco medalhas de ouro numa única competição: 100 m, 200 m, 400 m, 400 m com barreiras e estafeta 4 x 400 m.

## Melhores marcas pessoais
| Prova                    | Data                   | Local                       | Marca |
| ------------------------ | ---------------------- | --------------------------- | ----- |
| 100 metros               | 26 de setembro de 1985 | Jakarta, Indonésia          | 11.39 |
| 200 metros               | 13 de setembro de 1999 | Lucknow, Índia              | 23.25 |
| 400 metros               | 6 de outubro de 1985   | Camberra, Austrália         | 51.61 |
| 400 metros com barreiras | 8 de agosto de 1984    | Los Angeles, Estados Unidos | 55.42 |